# Лукате-Поређа (Варезе)
Лукате-Поређа је насеље у Италији у округу Варезе, региону Ломбардија.
Према процени из 2011. у насељу је живело 118 становника. Насеље се налази на надморској висини од 383 м.